# Majidea zanguebarica
Majidea zanguebarica är en kinesträdsväxtart. Majidea zanguebarica ingår i släktet Majidea och familjen kinesträdsväxter.

## Underarter
Arten delas in i följande underarter:
- M. z. madagascariensis
- M. z. zanguebarica